# 熊本都市バス
熊本都市バス株式会社（くまもととしバス）は、熊本県熊本市中央区に本社を置き、主に熊本市の南部周中心部の路線バスを運行するバス事業者である。略称は都市バス。熊本市営バスの民営化に伴い路線と車両を継承して営業している。

## 概要

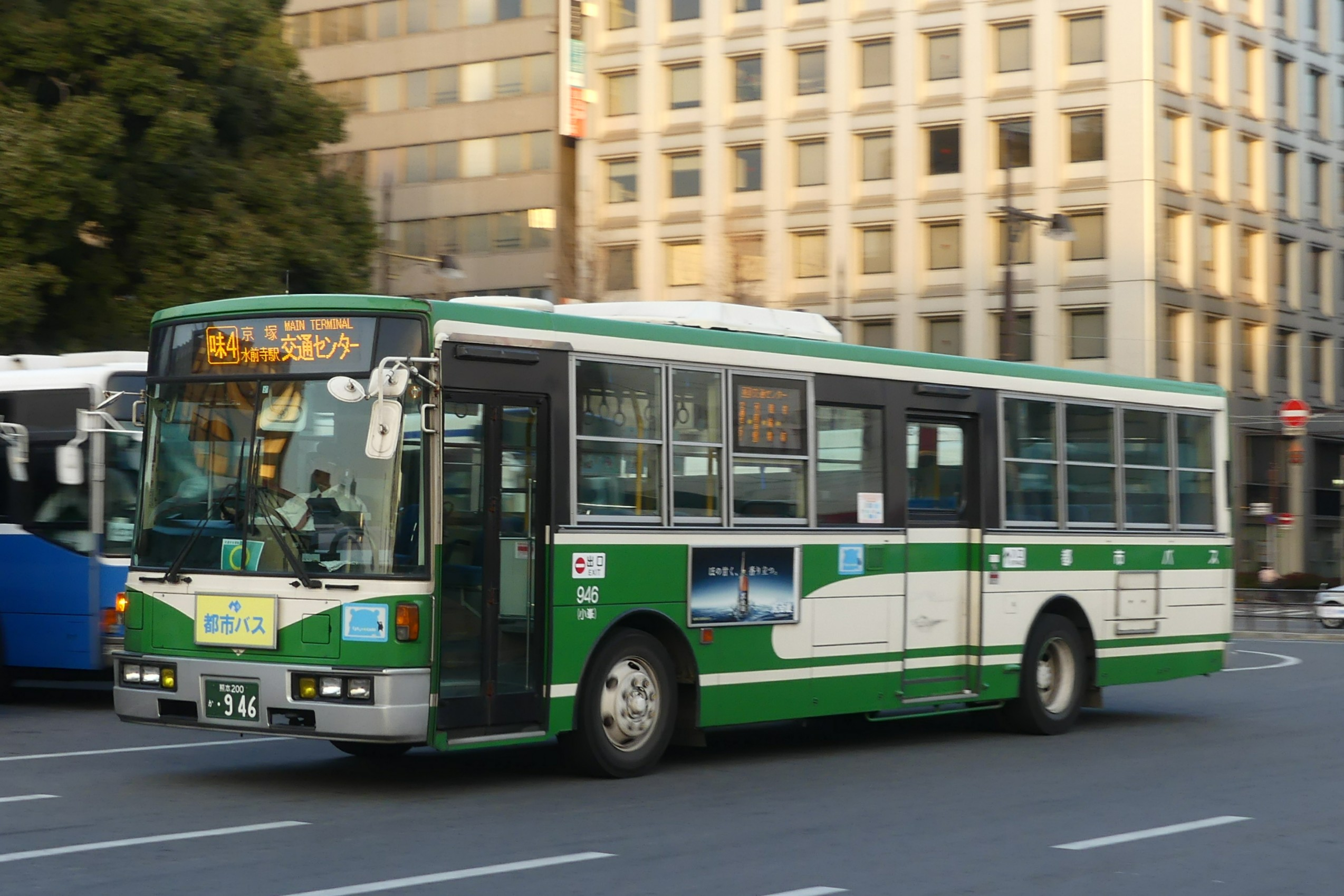
営業開始当初に熊本市営バス塗装のまま、表記を「都市バス」に変更して使用していた車両

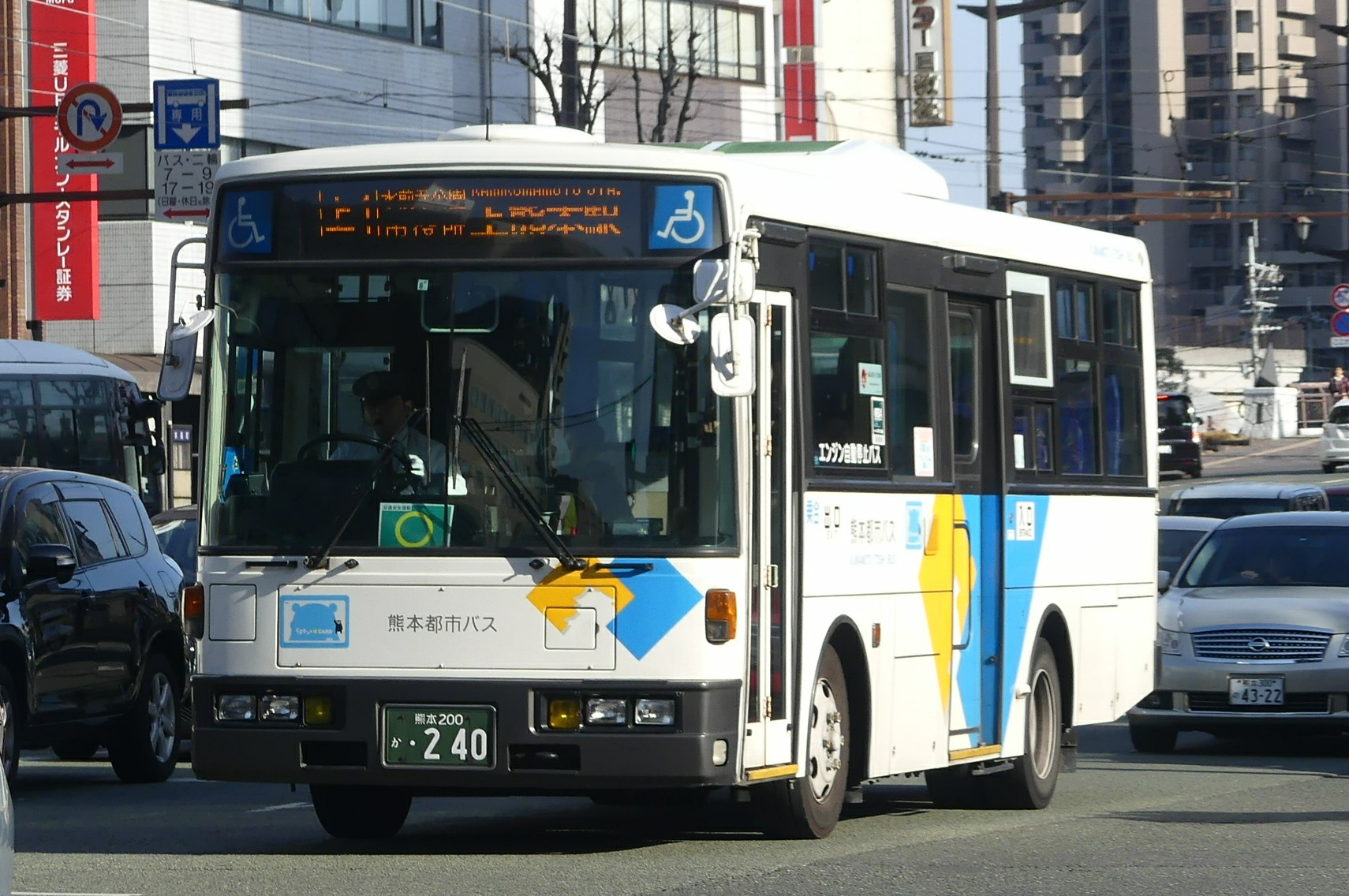
都市バス塗装に変更された車両

熊本市交通局のバス事業を移譲するための受け皿会社として、熊本市内にバス路線を持つ九州産交バス・熊本電気鉄道・熊本バスの共同出資により2007年（平成19年）12月25日に設立。資本金9,900万円。2009年（平成21年）4月1日から、熊本市営バス本山車庫と同車庫の担当路線・所属車両すべてを全面的移譲として譲り受け、運行を開始した。
路線バスなどの公共交通機関の利用者が年々減ってきており、そのため熊本市・熊本都市圏のバス路線再編を行うこととなった。その一環として、熊本市の民営バス3社が共同出資して本会社を設立し、熊本市営バス本山車庫とその路線を譲り受けて運行を開始することとなった。また熊本市交通局は経営に無駄が多く、民間移譲することでその無駄を省き、黒字路線へと転換させる狙いがある。
路線移譲後も運賃や本数、バス停留所の位置などに変更は無い。熊本市営バスから熊本都市バスに移管された区間については、有効期間内は熊本市営バスの定期券での利用が可能であるほか、熊本市営バスと熊本都市バスの重複区間では双方の定期券の相互利用を認めていた。熊本市交通局が発行していた市電・市バス1日(2日)乗車券は熊本都市バスでも使用可能であった。2010年（平成22年）4月1日より熊本県内バス事業者共通フリー乗車券のわくわく1dayパス・わくわく2dayパスが発売開始されたことにより市電・市バス1日乗車券の発売が終了。1日(2日)乗車券は年度単位となっているためすでに消滅している。
2015年4月1日に熊本市営バスの残る全路線が引き継がれ、民間移譲が完了した。
熊本市は熊本都市圏のバス網再編をめぐり、熊本都市バスを中心として2014年度から各事業者と協議に入ることを2014年2月に発表したが、その中で他社と競合している都市バスの路線については、市営バスからの移譲完了後（2015年4月1日以降）に、順次他社への再移譲を進めていくことを明らかにしている。
元々は熊本市営バス路線を継承した路線がほとんどであるため、運行エリアは熊本市内全域のみに限られていたが、2021年4月1日より熊本県内バス事業者5社共同経営化が実施された事により、一部の路線を他社より譲受された事によって菊池郡菊陽町のごく一部にも乗り入れている。

## 沿革
- 2007年（平成19年）12月25日 - 熊本都市バス株式会社設立。
- 2009年（平成21年）
  - 3月25日 - ホームページ開設。
  - 3月27日 - 熊本都市バスと熊本市が協定書に調印。
  - 4月1日 - 熊本市営バス本山車庫と管轄する22系統・7つの路線を譲受して運行開始。
  - 9月1日 - 九州産交バス・熊本電鉄バス・熊本バス・熊本市営バスとの共同運行で、東バイパスライナーの運行を開始（2010年3月末まで熊本市との連携で実証運行。同年4月より本格運行。なお、熊本市営バスは11月30日の運行を以って撤退した。）
- 2010年（平成22年）4月1日 - 熊本市営バスの大江城西線・子飼渡瀬（わたるぜ）線・上熊本車庫線（一部）を譲受。
- 2011年（平成23年）
  - 4月1日 - 熊本市営バス上熊本営業所が運行する池田京町線・花園柿原線・昭和町線・池田健軍線・上熊本線・上熊本車庫線（全て）を譲受。上熊本営業所開設。
  - 10月1日 - 熊本城周遊バス（しろめぐりん）を九州産交バスより譲受[3]。
  - 10月3日 - 熊本駅前 - 熊本学園大学間を直接結ぶ「学園大ライナー」運行開始（運賃100円、所要時間約20分、熊本駅 - 熊本学園大学間ノンストップ）。
- 2012年（平成24年）
  - 4月1日 - 熊本市営バス小峯営業所が運行する帯山線・島崎保田窪線・熊本駅県庁線・熊本駅長嶺線（全て）を譲受。小峯営業所を開設。「学園大ライナー」の一部経路変更。
  - 4月2日 - 熊本市の政令指定都市移行にともない、コミュニティバス「ゆうゆうバス（区バス）」の運行開始。

熊本市と市内各バス事業者で構成する「熊本市におけるバス交通あり方検討協議会」の答申により、全路線を当社が担当することになっていたが、実際の運行は東区の託麻循環ルートのみ当社が担当し、他のルート（中央区を除く各区（北区・東区・南区西部・西区南部））は最寄りのバス事業者に委託していた。
利用者低迷によりわずか3年ほどで区バスのほとんどが廃止となり、2019年現在も運行する唯一の路線である「植木循環ルート」も2017年までは熊本電鉄バスに委託していたが、2018年度以降は都市バスの乗務員による自社運行となっている。
- 2013年（平成25年）4月1日 - 熊本市営バス小峯営業所が運行する秋津健軍線・健軍長嶺線・東町団地線（全て）を譲受。
- 2014年（平成26年）4月1日 - 熊本市営バス小峯営業所が運行する渡鹿長嶺線（全て）を譲受。
- 2015年（平成27年）4月1日
  - 熊本市営バス小峯営業所が運行する小峯京塚線（全て）を譲受。
  - 熊本地域振興ICカード（くまモンのIC CARD）導入、運用開始。
- 2016年（平成28年）
  - 3月23日 - この日よりくまモンのIC CARDエリアにおいて熊本市交通局が導入しているICカード「でんでんnimoca」との相互利用が可能となると同時に、くまモンのIC CARDエリアがJR九州が導入しているICカード「SUGOCA」エリアに含まれる事となり、SUGOCAと相互利用可能な全国10社交通系ICカード （Suica・PASMO・はやかけんなど）の片利用が可能となる。ただし、くまモンのIC CARDはでんでんnimocaとは相互利用出来る一方、SUGCAエリアなどでは使用不可。これに伴い、同月31日を以って会社発足時より使用されてきた熊本県内5社局共通のバスカード「TO熊カード」の取扱いを終了。なお、くまモンのIC CARD導入時からTO熊カード廃止時点までにおいて、バス車内では両方のカードが使用出来ていた。
  - 10月 - 国立病院シャトルバス運行開始。

運行区間：水道町 - 交通センター（現・熊本桜町バスターミナル） - 国立病院正面玄関
- 2017年（平成29年）12月 - 都市バスの法人設立以来初の新車導入（エルガミオ2台とエルガ1台）。
- 2019年（令和元年）9月11日 - 熊本桜町バスターミナルへの乗り入れ開始。系統番号を変更。
- 2021年（令和3年）4月1日 - 九州産交バス、産交バス、熊本電気鉄道、熊本バスと共に路線バス事業の共同経営を実施[4][5]。これに伴い、これまで九州産交バスが運行していた東西線2系統（熊本駅・ 桜町BT - トラックターミナル間と熊本駅・桜町BT - 免許センター・パークドーム間）を譲受。これと引き換えに、これまで当社が運行していた池田京町線（桜町BT - 富尾団地間）と池田健軍線（若葉校 - 富尾団地間）の2路線を九州産交バスへ譲渡し、池田京町線は桜町BTから西部車庫まで始発着点を延伸。また、同日を以って東バイパスライナーの運行からも撤退し、運行ダイヤはそのままにこれまでの当社担当分は九州産交バスへ継承される。
- 2022年（令和4年）
  - 7月2日 - これまで九州産交バス・熊本電鉄バスの2社において熊本市より土日祝日のみ受託運行されている熊本駅－桜町BT－通町筋－熊本駅を循環する「まちなかループバス」の運行に当月より当社も運行に参入。運行時間も熊本駅発最終便18時半から20時に延長され、運行本数も従前の1日37便から1日43便に増便。
  - 10月1日 - 小峯営業所管轄の「健軍長嶺線」路線運行をタクシー運行会社・TaKuRoo（タクルー）の世安営業所に委託[6]、運用に使用する車両もハイエースコミューター（乗客定員9名）に変更[7]。
- 2023年（令和5年）10月1日 - この日から九州産交バス、産交バス、熊本電気鉄道、熊本バスと共に熊本市電と並走している区間を中心に、熊本駅・上熊本駅・新水前寺駅と市内中心部を結ぶエリアを180 円均一運賃とした[8]。
- 2024年（令和6年）
  - 4月1日 - まちなかループバスを廃止（最終運行は前日3月31日）。
  - 6月28日 - ゆうゆうバスの唯一残されていた1路線「植木循環ルート」をこの日の最終便を以って運行終了。7月1日付で路線廃止。この廃止により、2012年に運行開始したゆうゆうバス（区バス）は全ルートが消滅となり、11年3ヶ月の歴史に幕を下ろした。代替手段として、熊本市が植木地域全域を対象とし、AI（人工知能）を駆使して最短ルートを探りながら乗客が利用したい箇所まで運行するデマンド方式乗合タクシー「チョイソコくまもと植木」を運行開始している。
  - 9月7日 - この日から土日祝限定で翌年3月までの予定で九州産交バス、産交バス、熊本電気鉄道、熊本バスと共に熊本市電と並走している区間を中心に、熊本駅・上熊本駅・新水前寺駅と市内中心部を結ぶエリアを1日300円乗り放題とする(デジタルチケット購入が必要)[9]。
  - 11月15日 - この日をもって当社、九州産交バス、産交バス、熊本電気鉄道、熊本バスの路線バスで『Suica』などの全国10社交通系ICカードの片利用を中止した[10][11]。中止した事業者、地域では全国で初めてだった。代替として2025年（令和7年）2月24日からクレジットカード等のタッチ決済を導入したほか（この日から翌年2月23日まで現金及びくまモンのIC CARDのみの支払いとなっていた。）[12]、QRコード決済の導入も検討されている（導入時期未定）[13]。同時に、くまモンのIC CARDによるでんでんnimocaとの相互利用も終了[14]となった。
- 2025年（令和7年）
  - 2月1日 - 前年11月15日で取扱終了となった全国交通系ICカードの片利用に代わり、この日から熊本城周遊バス「しろめぐりん」においてクレジットカード等のタッチ決済機能サービスを先行導入[15]。
  - 2月24日 - この日から全路線においてクレジットカードによるタッチ決済のサービスを開始[15]。

## バス営業所
- 本山営業所（都市バス本社） - 熊本市中央区本山2丁目9-32

熊本市営バス本山車庫を引き継いでいる。2009年4月1日移管。
- 上熊本営業所 - 熊本市西区上熊本3丁目15-61

熊本市営バス上熊本営業所を引き継いでいる。2011年4月1日移管。
- 小峯営業所 - 熊本市東区月出5丁目2-35

熊本市営バス小峯営業所を引き継いでいる。2012年4月1日から2015年4月1日にかけて段階的に移管。

## 現行路線
元々は熊本市営バスが運行していた路線を受け継いでいたが、2021年4月1日より熊本都市圏における路線バス事業5社（九州産交バス・産交バス・熊本都市バス・熊本バス・熊本電鉄バス）共同経営化が開始され、その一環として重複する路線の統廃合が進められると共に、同日を以って一部の路線が他社からの譲受または他社へ譲渡されている。

### 熊本都市バス路線一覧

#### 本山営業所担当
| 路線名           | 系統      | 経由地 |
| ---------------- | --------- | --- |
| 第一環状線       | O1-0 O2-0 | 熊本駅 - 新町 - 上熊本駅 - 子飼橋 - 大江渡鹿 - 大学病院前 - 熊本駅 |
| 中央環状線       | O3-0 O4-0 | 熊本駅 → 大学病院構内 → 尚絅校前 → 大江渡鹿 → 県立劇場 → 南熊本駅 → 田崎橋 → 熊本駅 熊本駅 → 田崎橋 → 南熊本駅 → 県立劇場 → 大江渡鹿 → 尚絅校前 → 大学病院前 → 熊本駅 |
| 中央環状線       | O3-1      | 熊本駅 - 大学病院構内 - 尚絅校前 - 大江渡鹿 - 県立劇場 |
| 中央環状線       | O4-1      | 熊本駅 - 田崎橋 - 県立劇場 |
| 長溝団地線       | P3-1 G4-1 | 大江六丁目 - 新屋敷町 - 桜町バスターミナル - 新市街 - 南熊本駅 - 長溝団地                                                                                             |
| 八王寺環状線     | L0-0 P0-0 | 桜町バスターミナル - 下通筋 - 大学病院前 - 本荘町 - 南熊本駅 - 八王寺 - 出水中学前 - 水前寺公園 - 桜町バスターミナル                                                  |
| 流通団地線       | S3-1      | 桜町バスターミナル - 熊本駅 - 蓮台寺 - 平成けやき通り - 済生会病院 |
| 流通団地線       | P1-1      | 桜町バスターミナル - 新市街 - 南熊本駅 - 萩原 - 田迎一里木 - 済生会病院                                                                                               |
| 流通団地線       | P2-1      | 桜町バスターミナル - 下通筋 - 大学病院 - 西原公園 - 南熊本駅 - 平成町 - 済生会病院 - 野越団地                                                                         |
| 子飼渡瀬線       | F3-1      | 本山営業所 - 桜町バスターミナル - 子飼橋 - 県立劇場 - 渡瀬 - 水前寺鳥居                                                                                               |
| 子飼渡瀬線       | F3-2      | 本山営業所 - 桜町バスターミナル - 子飼橋 - 県立劇場 - 渡瀬 - 水前寺鳥居 - 画図橋                                                                                      |
| 本山車庫線       | S2-1      | 桜町バスターミナル - 熊本駅 - 本山営業所 |
| 本山車庫線       | R4-1      | 桜町バスターミナル - 迎宝町 - 本山営業所 |
| 熊学ライナー     | KL        | 熊本駅 - 熊本学園大学 |
| 熊学ライナー     | KL        | 熊本学園大学 - 水道町 - 熊本駅 |
| 熊本城周遊バス   | SS        | 熊本駅 - 新町 - 桜町バスターミナル - 城彩苑 - 熊本城 - 市役所前 - 桜町バスターミナル - 熊本駅                                                                         |
| 国立病院シャトル | -         | 水道町 - 通町筋 - 市役所前 - 桜町バスターミナル - 国立病院 |

#### 上熊本営業所担当
| 路線名       | 系統      | 経由地                                                                        |
| ------------ | --------- | ----------------------------------------------------------------------------- |
| 花園柿原線   | B1-2      | 桜町バスターミナル - 壷井橋 - 県立体育館 - 本妙寺電停 - 花園 - 柿原公民館     |
| 大江城西線   | G3-1      | 城西校北 - 新町 - 桜町バスターミナル - 九品寺交差点 - 県立劇場                |
| 大江城西線   | G3-2 U4-1 | 城西校北 - 新町 - 桜町バスターミナル - 九品寺交差点 - 県立劇場 - 水前寺駅北口 |
| 上熊本車庫線 | B1-1      | 桜町バスターミナル - 壷井橋 - 県立体育館 - 上熊本駅 - 上熊本営業所            |
| 上熊本車庫線 | U1-1      | 桜町バスターミナル - 国立病院 - 段山 - 本妙寺電停 - 上熊本駅 - 上熊本営業所   |

#### 小峯営業所担当
| 路線名         | 系統 | 経由地                                                                                           |
| -------------- | ---- | ------------------------------------------------------------------------------------------------ |
| 小峯京塚線     | J1-1 | 熊本駅 - 桜町バスターミナル - 水前寺駅 - 競輪場 - 京塚 - 小峯営業所                              |
| 小峯京塚線     | J1-2 | 熊本駅 - 桜町バスターミナル - 水前寺駅 - 競輪場 - 京塚 - 小峯営業所 - 小峯                       |
| 小峯京塚線     | J1-3 | 熊本駅 - 桜町バスターミナル - 水前寺駅 - 競輪場 - 京塚 - 小峯営業所 - 竜穴 - 三山荘              |
| 小峯京塚線     | J2-2 | 桜町バスターミナル - 水前寺駅 - 競輪場 - 京塚 - 小峯営業所 - 東稜高校 - 小峯                     |
| 小峯京塚線     | J3-3 | 桜町バスターミナル - 水前寺駅 - 競輪場 - 京塚 - 小峯営業所 - 戸島神社 - 三山荘                   |
| 健軍長嶺線     | Y1-1 | 長嶺団地 - 日赤病院 - 新外入口 - 東町団地 - 健軍電停 - 若葉校                                    |
| 熊本駅県庁線   | K6-0 | 熊本駅 - 大学病院 - 尚絅校 - 水前寺公園 - 県庁 - 県会議事堂前                                    |
| 熊本駅県庁線   | K6-0 | 熊本駅 - 大学病院 - 尚絅校 - 水前寺公園 - 県庁 - 京塚 - 小峯営業所                               |
| 熊本駅保田窪線 | H4-1 | 熊本駅 - 大学病院 - 尚絅校 - 大江渡鹿 - 県立劇場 - 熊高正門 - 保田窪 - 日赤病院 - 長嶺団地       |
| 熊本駅長嶺線   | G1-6 | 熊本駅 - 大学病院 - 尚絅校 - 大江渡鹿 - 保田窪 - 日赤病院 - 長嶺団地 - 長嶺小学校前              |
| 渡鹿長嶺線     | G1-4 | 桜町バスターミナル - 九品寺交差点 - 大江渡鹿 - 保田窪四ツ角 - 日赤病院 - 長嶺団地 - 長嶺小学校前 |

※熊本駅長嶺線G1-6系統に関しては2021年4月1日に新設。それまではH4-1系統が熊本駅長嶺線を名乗っていたが、系統新設に伴い同日を以って熊本駅保田窪線へ改称
※健軍長嶺線Y1-1系統に関しては2022年10月1日に路線運行をTaKuRoo（タクルー）の世安営業所に委託

#### 本山営業所・小峯営業所担当
| 路線名 | 系統 | 経由地 |
| ------ | ---- | --- |
| 東西線 | G1-2 | 熊本駅 - 桜町バスターミナル - 熊本整形外科病院前 - 大江渡鹿 - 保田窪新道 - 日赤病院北口 - 託麻南 - トラックターミナル ※        |
| 東西線 | G1-5 | 熊本駅 - 桜町バスターミナル - 熊本整形外科病院前 - 大江渡鹿 - 保田窪新道 - 日赤病院 - 長嶺団地 - 免許センター - パークドーム ※ |

※東西線G1-2系統とG1-5系統については2021年4月に九州産交バスより譲受

#### 小峯営業所・上熊本営業所担当
| 路線名       | 系統      | 経由地                                                                                                   |
| ------------ | --------- | --- |
| 帯山線       | H3-1      | 桜町バスターミナル - 水前寺公園 - 県庁西門 - 帯山団地 - 日赤病院 - 長嶺団地 - 小峯営業所                 |
| 帯山線       | H3-2      | 桜町バスターミナル - 水前寺公園 - 県庁西門 - 尾ノ上小学校 - 日赤病院 - 長嶺団地                          |
| 帯山線       | H3-3      | 桜町バスターミナル - 水前寺公園 - 県庁西門 - 帯山団地 - 鉄工団地 - 日赤病院 - 託麻南                     |
| 帯山線       | H3-4      | 桜町バスターミナル - 水前寺公園 - 県庁西門 - 帯山団地 - 日赤病院 - 託麻南                                |
| 島崎保田窪線 | W1-1 H1-1 | 小峯営業所 - 長嶺団地 - 日赤病院 - 保田窪 - 熊高正門 - 桜町バスターミナル - 国立病院 - 慈恵病院 - 荒尾橋 |
| 島崎保田窪線 | W2-1 H2-1 | 小峯営業所 - 長嶺団地 - 日赤病院 - 保田窪 - 水前寺駅 - 桜町バスターミナル - 国立病院 - 慈恵病院 - 荒尾橋 |
| 昭和町線     | F4-1      | 上熊本駅 - 子飼橋 - 渡瀬 - 京塚 - 昭和町(東本町)                                                         |
| 昭和町線     | F4-2      | 上熊本駅 - 子飼橋 - 渡瀬 - 京塚 - 熊本市民病院 - 昭和町(東本町)                                          |
| 上熊本線     | K6-0      | 上熊本駅 - 市役所 - 水前寺公園 - 県庁 - 県会議事堂                                                       |
| 上熊本線     | K1-2      | 上熊本駅 - 市役所 - 水前寺公園 - 県庁 - 神水町 - 画図橋(動植物園西口)                                    |
| 上熊本線     | J1-1      | 上熊本駅 - 市役所 - 水前寺駅 - 競輪場 - 京塚 - 小峯営業所                                                |

### 系統番号
熊本市営バス時代の1996年3月31日までは、左半分に市営バス独自の（数字だけの）系統番号、右半分に各路線ごとに異なる動物のイラストを描いたプレートを車両前面に掲出していたが、県内４社で系統番号が「漢字1文字＋番号」に統一されたのにあわせて、左半分の数字の箇所を「市営」に塗りつぶして対応。2000年代前半頃からは、水色の背景に新しくデザインされた動物のみのプレートへ変更された。
その後、2019年9月11日より熊本桜町バスターミナルへの乗り入れ開始に伴い、熊本都市バスも含め全事業者で系統番号を一新し、これまでの「漢字1文字＋番号」から「アルファベット＋番号－番号」に変更した。
| 変更前                  | 変更後                               |
| ----------------------- | ------------------------------------ |
| 壺1 壺3                 | B1-2 B1-1                            |
| 上1                     | K1-2・K6-0                           |
| 子2 子5                 | F3-1・F3-2 F4-1・F4-2                |
| 鹿1 鹿2 鹿3 鹿10        | G3-1・G3-2 G4-1 H4-1 G1-4            |
| 味1 味2 味4 味5 味6     | H1-1 H2-1 J1-1・J1-2・J1-3 J2-2 J3-3 |
| 県1 県2 県3 県4 県6 県7 | H3-1 H3-3・H3-4 H3-2 K6-0 K1-1 A1-1  |
| 東1 東3 東11 東12       | L0-0 L3-1 K6-0 K1-2                  |
| 南1 南4 南5 南6         | P0-0 P2-1 P3-1 P1-1                  |
| 西3                     | S3-1                                 |
| 新1                     | U4-1                                 |
| 島1 島2 島3             | W1-1 W2-1 U1-1                       |
| 駅1 駅2 駅3 駅4         | O1-0 O2-0 O3-0・O3-1 O4-0・O4-1      |
| 健1 健3                 | Y0-1・Y1-1・Y1-4 Y0-3                |

## 過去の路線

### 廃止路線
以下は2020年10月1日以降に廃止された路線を記す。
| 営業所 | 路線名             | 系統      | 旧系統  | 運行区間 | 路線廃止日                                   |
| ------ | ------------------ | --------- | ------- | --- | -------------------------------------------- |
| 小峯   | 東町団地線         | L3-1      | 東3     | 桜町バスターミナル - 水前寺公園 - 熊商前 - 動植物園入口 - 健軍電停 - 東町団地 ← 新外 ← 小峯営業所                                      | 2020年10月1日付で廃止                        |
| 小峯   | 秋津健軍線         | Y1-4      | 健1     | 託麻まちづくりセンター - 長嶺団地 - 日赤病院 - 新外入口 - 東町団地 - 健軍電停 - 若葉校                                                 | 2020年10月1日付で廃止                        |
| 小峯   | 秋津健軍線         | Y0-1 Y0-3 | 健1 健3 | 長嶺団地 - 日赤病院 - 新外入口 - 東町団地 - 健軍電停 - 健軍神社 - 新外入口 - 日赤病院 - 長嶺団地                                       | 2020年10月1日付で廃止                        |
| 小峯   | 秋津健軍線         | Y2-1      | -       | 小峯営業所 - 新外入口 - 東町団地 - 健軍電停 - 秋津小楠記念館                                                                           | 2022年11月1日付で廃止                        |
| 本山   | まちなかループバス | ML        | -       | 熊本駅 - 桜町バスターミナル - 下通筋 - 通町筋 - 熊本駅                                                                                 | 2024年4月1日付で廃止                         |
| 上熊本 | ゆうゆうバス       | YY        | -       | 道の駅すいかの里 植木 - 北区役所 - 植木 - 植木宮の前 - 田原坂ニュータウン - 植木駅前 - 植木宮の前 - 植木 - 北区役所 - 道の駅すいかの里 | 2024年6月28日、運行終了 2024年7月1日付で廃止 |
| 上熊本 | ゆうゆうバス       | YY        | -       | 植木駐車場 - 北区役所 - 植木 - 植木宮の前 - 田原坂ニュータウン - 植木駅前 - 植木宮の前 - 植木 - 北区役所 - 植木駐車場                  | 2024年6月28日、運行終了 2024年7月1日付で廃止 |

### 移管路線
以下は2021年4月1日を以降に他社へ移管・譲渡された路線を記す。
| 営業所       | 路線名             | 系統 | 旧系統                                      | 経由地                                                                                             | 路線譲渡日      | 現在の運行会社 （現在の系統表記） | 備考 |
| ------------ | ------------------ | ---- | ------------------------------------------- | -------------------------------------------------------------------------------------------------- | --------------- | --------------------------------- | --- |
| 上熊本・小峯 | 池田京町線         | A1-1 | 京2 （若葉校始発便） 県7 （富尾団地始発便） | 桜町バスターミナル - 京町本丁 - 池田2丁目（旧：NTT研修センター前） - 富尾団地                      | 2021年4月1日付  | 産交バス [A1-1]                   | |
| 小峯         | 池田健軍線         | A1-1 | 京2                                         | 若葉校 - 県庁 - 水前寺公園 - 市役所 - 京町本丁 - 池田2丁目 - 富尾団地                              | 2021年4月1日付  | 産交バス [A1-1]                   | |
| 小峯         | 東バイパスライナー | HL   | -                                           | 西部車庫 - 西熊本駅 - 下近見 - 済生会病院 - 中央病院 - 県会議事堂 - 日赤病院 - 長嶺団地            | 2021年4月1日付  | 産交バス [ HL ]                   | 同路線は2024年4月1日に廃止。 平日のみの運行につき、運行最終日が2024年3月29日だった。                                           |
| 小峯         | 秋津健軍線         | K1-1 | 県5 （小楠記念館始発便） 県6 （桜町始発便） | 桜町BT - 通町筋- 水前寺公園 - 県庁前 - 湖東1丁目 - 動植物園前 - 広木 - 若葉校前 - 秋津小楠記念館前 | 2022年11月1日付 | 産交バス [K1-1] [T2-1]            | ・ K1-1は「桜町BT - 動植物園前 - 木山産交」系統 ・T2-1は「小島産交 - 西高校前 - 熊本駅前 - 桜町BT- 動植物園前 - 木山産交系統」 |

## 車両

熊本城周遊バス「しろめぐりん」専用車両

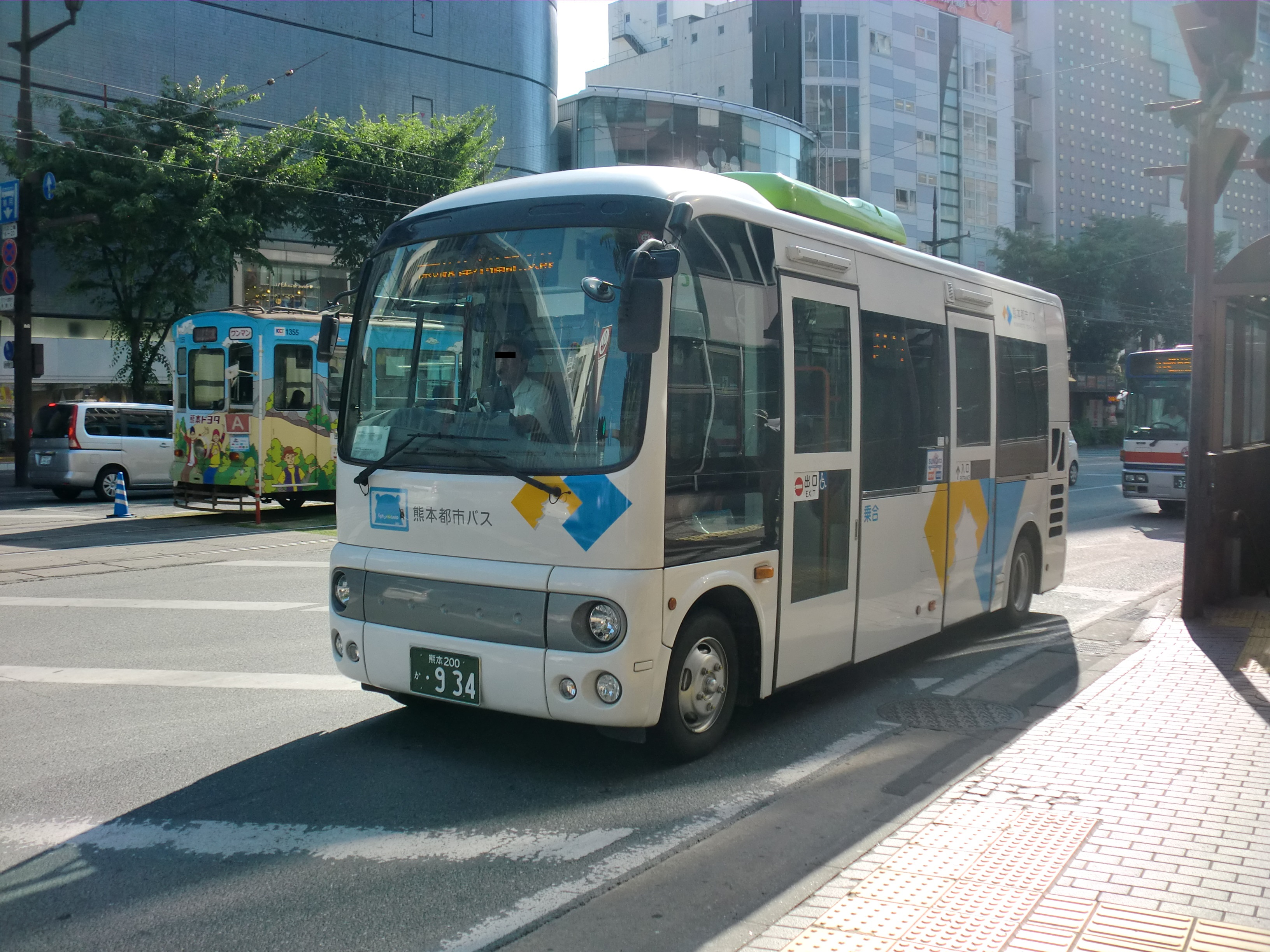
区バス「ゆうゆうバス」廃止後、一般路線車に転用された日野・ポンチョ

国産4メーカー（いすゞ・日野・三菱ふそう・日産ディーゼル（当時、現「UDトラックス」））すべてを使用している。純正ボディのほか、西日本車体ボディの車両もある。
在籍車両は熊本市営バスからの移籍車がほとんどだが、都市バスとして新規登録した中古導入車両も存在する。2017年には都市バスとしては初の自社発注の新車として、いすゞ・エルガ1台といすゞ・エルガミオ2台が導入された。
小型車の日野・ポンチョも導入している。2011年10月1日より九州産交バスから譲受され運行開始した熊本城周遊バス「しろめぐりん」では専用ラッピング車両が使用される。また、2012年4月の熊本市政令都市移行に合わせて運行開始した区バス「ゆうゆうバス」専用車としてポンチョが新車で13台導入されたが、「ゆうゆうバス」はほとんどが最寄りの運行事業者に運行を委託されるため、車籍を当社に置きつつ最寄りの事業者によって管理されていた。だが、3年ほどで区バスのほとんどが廃止され、最後の1路線も2024年6月末を以って廃止された事により、区バス専用車として導入された車両は全車都市バスカラーに変更された上で、一般路線車として各営業所に配置されている。
このほかに、健軍長嶺線（通称：ゾーンバス）専用車として、乗客定員9人乗りのワンボックスタイプ車両（トヨタ・ハイエースコミューター）が2022年10月に4台（予備車を含む）導入され、運用されている（運行は熊本市のタクシー事業者「TakuRoo（タクルー）」に委託）。

### 車体塗装
車体塗装は白を基調に熊本を象徴する地下水の青、銀杏（イチョウ）の黄、熊本城のイラストを配したデザインへ変更されている。運行開始後しばらくの間は、熊本市営バスの車体塗装のまま「熊本市営」の標記を「都市バス」に変更して使用しているが、順次塗り替えられている。熊本市営バス時代には前面に動物のイラストを描いた板を掲出していたが、熊本都市バスでは「都市バス」と表示された板に差し替えられている。自社導入車両（主に中古車両）にはこの板は掲出されない。2012年4月からは都市バスの車体塗装に変更された車両についてはこの板を省略し、熊本市交通局塗装のままの車両のみ掲出されている。

### 案内装置
熊本市営バスから引き継いだ全車両では、交通電業社製のデジタル方式の運賃表示器と旧来の音声案内装置をそのまま踏襲している。都市バスが自社で購入した車両については、中古・新車共に原則全車両でレシップ製の液晶２画面式の運賃表と同社の音声合成システム（長崎バスや京都市バスと同じもの）を採用している。ただし、ごく一部の車両には市営バス時代の運賃表・音声装置を搭載している。また、方向幕車だった1005と1061には交通電業社の液晶1画面式を採用していた（この２台だけ音声合成システムも異なっていた）が、現在はこの２車両もレシップの液晶・音声に統一されている。整理券発行機と運賃箱は小田原機器製（整理券発行機はSAN-V型、運賃箱はRX-SB型）が導入されている。

### 中古車の移籍元
- 熊本市交通局（東京都交通局・西武バス・川崎鶴見臨港バス・京浜急行バスからの移籍車を含む）
- 京成グループ
  - 京成バス
  - 京成タウンバス
  - ちばシティバス（京成タウンバスからの移籍車を含む）
  - 千葉内陸バス
  - 千葉海浜交通
- 京王グループ
  - 京王電鉄バスグループ
  - 西東京バス
- 関東バス
- 東急バス
- 立川バス
- 国際興業バス
- 西武バス
- 東武バスウエスト
- 横浜市交通局
- 京浜急行バス
- 川崎鶴見臨港バス
- 中日臨海バス
- 東濃鉄道
- 濃飛バス
- 京阪バス
- 阪急バス
- エービーシー（羽田空港イエローパーキング）
- 富山県南砺市